# Žydrūnas Karčemarskas
Žydrūnas Karčemarskas (Alytus, 24 maggio 1983) è un ex calciatore lituano, di ruolo portiere.

## Carriera

### Club
Nel 2011, viene eletto calciatore lituano dell'anno.
Ha giocato nella prima divisione lituana, in quella russa ed in quella turca.

### Nazionale
Ha giocato nella nazionale lituana.